# 坂本大足
坂本 大足（さかもと の おおたり、生没年不詳）は、奈良時代の貴族。姓は朝臣。官位は従五位下・官奴正。

## 経歴
天平10年（738年）頃、東史生、無位とあり、また膳司・無位とも記されている。
桓武朝の延暦3年（784年）正月、正六位上から従五位下に昇叙。延暦4年（785年）7月、船住麻呂の後任の官奴正となった。以降の事績は不明である。

## 官歴
注記のないものは『続日本紀』による。
- 天平10年（738年）頃：東史生・膳司（「官人歴名」）
- 時期不詳：正六位上
- 延暦3年（784年）正月7日：従五位下
- 延暦4年（785年）7月29日：官奴正